# Loussous-Débat
Loussous-Débat település Franciaországban, Gers megyében. Lakosainak száma 73 fő (2022. január 1.). Loussous-Débat Aignan, Couloumé-Mondebat, Lasserade és Pouydraguin községekkel határos.

## Népesség
A település népességének változása:
| Lakosok száma | 67   | 66   | 51   | 47   | 53   | 58   | 62   | 63   | 66   | 73   |
|               | 1968 | 1982 | 1990 | 2006 | 2013 | 2015 | 2017 | 2019 | 2020 | 2022 |